# 細管上低音號
細管上低音號（英語：baritone horn）與柔音號、中音號為同一系列銅管樂器，舊譯作巴里東。被歸類於上低音號，其管徑是常見的三種上低音號中最窄的。一般有三個按鍵，音域及調性與次中音長號相同。少數有第四個按鍵者音域較廣（同加F鍵長號）。在部分國家（如：中國、德國）被稱作次中音號。記譜方式通常為低音譜號實音記譜（稱作BC），也有部分地區慣用降B調高音譜號移調記譜（TC）。

## 行進細管上低音號

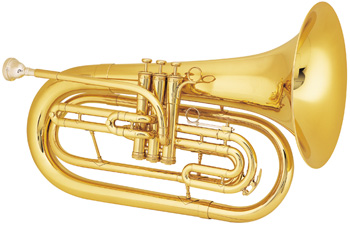
行進細管上低音號

在行進樂隊中，由於細管上低音號的開口向上，通常使用開口向前的行進細管上低音號（英語：marching baritone horn）代替。